# Zalcota

Armênia em 150. Airarate situa-se mais ao centro

Zalcota (em armênio: Ծաղկոտն; romaniz.: Całkotn/Calkutn, lit. "Sopé do [Monte] Tsalque" (Całkē); Calkeotn em Lázaro de Farpe; em georgiano: კალკოიტნი; romaniz.: Kalkoitni) ou Salcuni (Calkuni), chamado à época do Reino de Urartu como Luxa (Luša), segundo a Geografia de Ananias de Siracena (século VII), foi um gavar (cantão) da província de Airarate, na Armênia. Tinha 675 quilômetros quadrados. Estava ao pé das montanhas Salcanse (atuais Ala). Sua principal fortaleza era Anglo, mas ali também estava situada uma cidade de nome Zareavã.
Era governada como principado pela família Bagratúnio, que utilizava ali o título de Aluz. Até o século IV, quando Fausto escreveu sua obra, pertencia a Bagrauandena. Com a divisão da Armênia em 387, ficou na porção da Armênia sob controle do Império Sassânida. Em 591, quando o xá Cosroes II (r. 590–628) e o imperador Maurício (r. 582–602) redividiram o país, foi transferida à porção da Armênia sob controle do Império Bizantino na província recém-criada de Armênia Inferior.